# Bunkier Sztuki

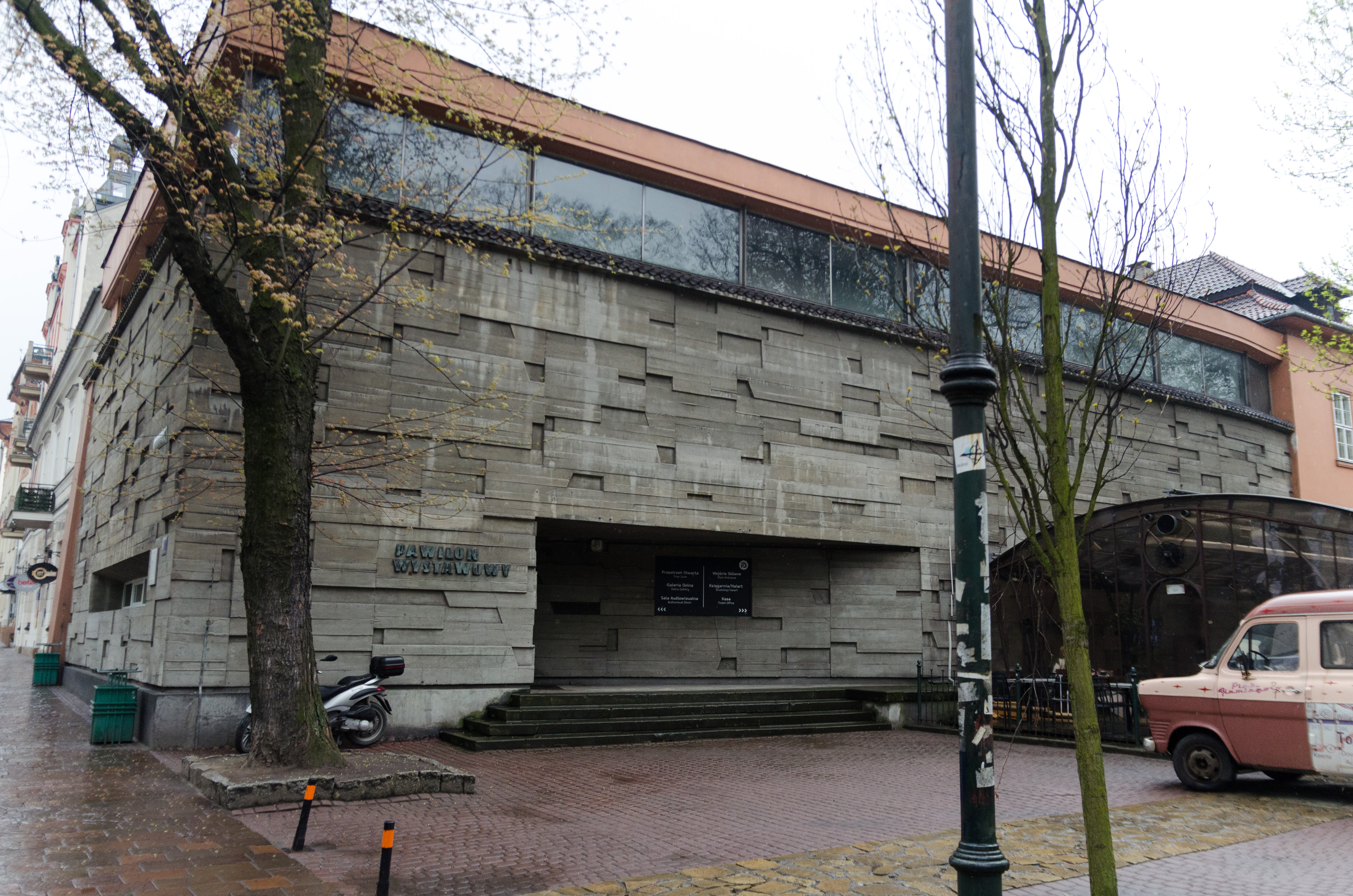
Bunkier Sztuki, 2014

Der Bunkier Sztuki ist ein 1965 im Stil des Brutalismus in der Krakauer Altstadt errichtetes Ausstellungsgebäude und Sitz der städtischen Galerie für moderne Kunst Galeria Sztuki Współczesnej Bunkier Sztuki w Krakowie.

## Gebäude

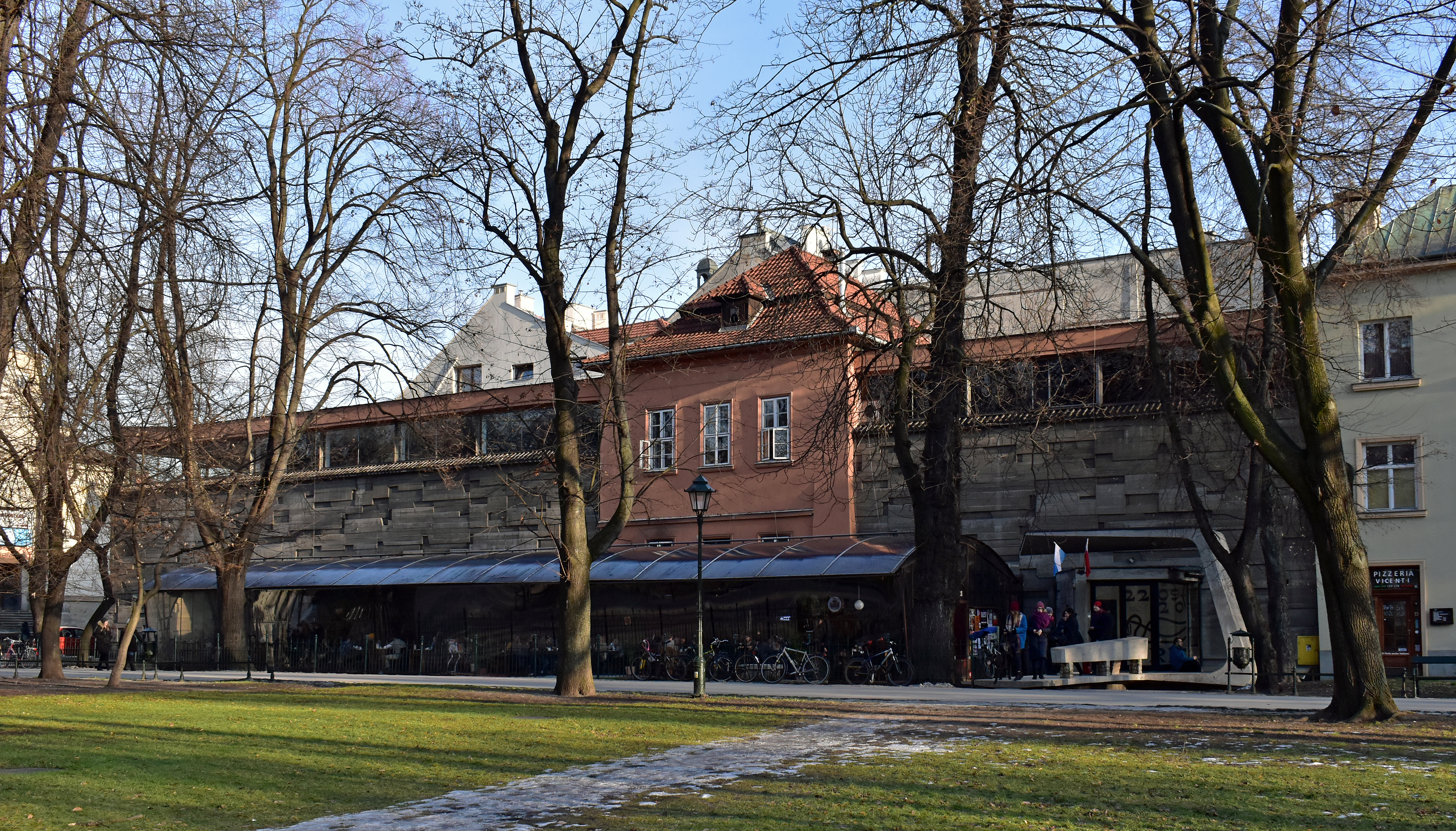
Bunkier Sztuki, 2019

Das als Ausstellungszentrum konzipierte Gebäude mit 1.000 m² Ausstellungsfläche wurde Anfang der 1960er Jahre in der Krakauer Altstadt nach Entwürfen der Architektin Krystyna Tołłoczko-Różyska gebaut, die einen nebenstehenden Kornspeicher aus dem 18. Jahrhundert in den Neubau einbezog. Als einziges modernes Gebäude bis 1989 zwischen den historischen Bauten der Altstadt sorgte der Bunkier Sztuki lange für Kontroversen. Das Gebäude im Stil des Brutalismus weist eine dafür typische Fassade aus dunklem Betonguss auf, auf dem sich die Struktur der unregelmäßigen Holzverschalung abzeichnet. Die Fassadengestaltung wurde von Stefan Borzęcki und Antoni Hajdecki entworfen. Im oberen Bereich sind schmale Fensterschlitze eingefügt, die später von innen abgedeckt wurden und so den bunkerartigen Eindruck noch verstärkten. Anlässlich einer Ausstellung zum 50-jährigen Bestehen des Bunkier Sztuki wurden 2016 die seit 25 Jahren verhangenen Fensterschlitze geöffnet und die Ausstellungsräume umgebaut, so dass im Inneren unter anderem ein neuer Ausstellungspavillon entstand. Die Gewölbekeller des Vorgängerbaus, eines alten Kaffeehauses, werden ebenfalls als Ausstellungsflächen genutzt.

## Galerie
Nach der Eröffnung im September 1965 bis 1989 wurden vor allem Künstler aus Krakau und Südpolen ausgestellt. Das künstlerische Programm bis 1994 umfasste meist Ausstellungen von Mitgliedern der Krakauer Zweigstelle des Verbandes der polnischen Künstler und Designer (ZPAP) (Związek Polskich Artystów Plastyków) und der Vereinigung der polnischen Fotografen (ZPAF) (Związek Polskich Artystów Fotografików) sowie Wanderausstellungen, wie etwa zu Volkshandwerk, Medaillengravur, Innenarchitektur, russischer oder rumänischer Kunst. Danach zeigte die Galerie als eine der ersten in Polen Arbeiten bekannter ausländischer Künstler wie Henry Moore oder Hans Arp. Von 2002 bis 2010 leitete die Kunsthistorikerin und Kunsttheoretikerin Maria Anna Potocka die Galerie. Seit 2007 bringt ein künstlerisch-pädagogisches Projekt Kindern und Jugendlichen zeitgenössische Kunst näher.
Die künstlerisch unabhängige Kulturinstitution wird gefördert von der Stadt Krakau. Neben Wechselausstellungen zeitgenössischer Kunst und Arbeiten junger Künstler zeigt die Galerie Werke aus der eigenen Sammlung, wie Olaf Breuning, Rafał Bujnowski, Bogna Burska, Tomasz Ciecierski, Oskar Dawicki, Marta Deskur, Wojtek Doroszuk, Edward Dwurnik, Katarzyna Górna, Aleksander Janicki, Andreas M. Kaufmann, Karolina Kowalska, Lidka Krawczyk, Wojtek Kubiak, Piotr Lutyński, Marcin Maciejowski, Małgorzata Markiewicz, Zbigniew Rabsztyn, Józef Robakowski, Wilhelm Sasnal, Jadwiga Sawicka, Wael Shawky, Jan Simon, Łukasz Skąpski, Mikołaj Smoczyński, Marek Sobczyk, Jacek Tylicki, Krzysztof Wodiczko, Alicja Żebrowska.

## Ausstellungen (Auswahl)
- 2019: Richard Mosse
- 2017: Ines Doujak

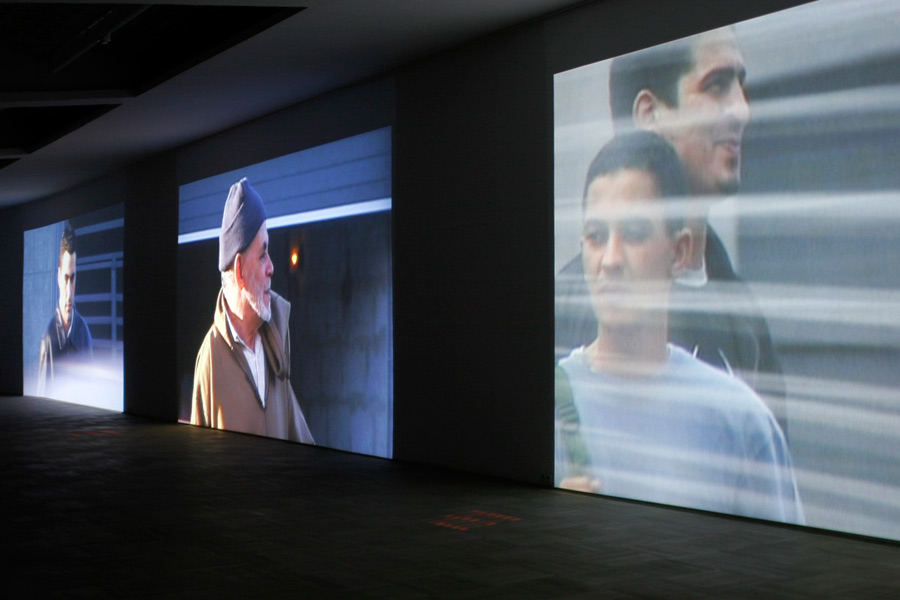
Beat Streuli, 2006

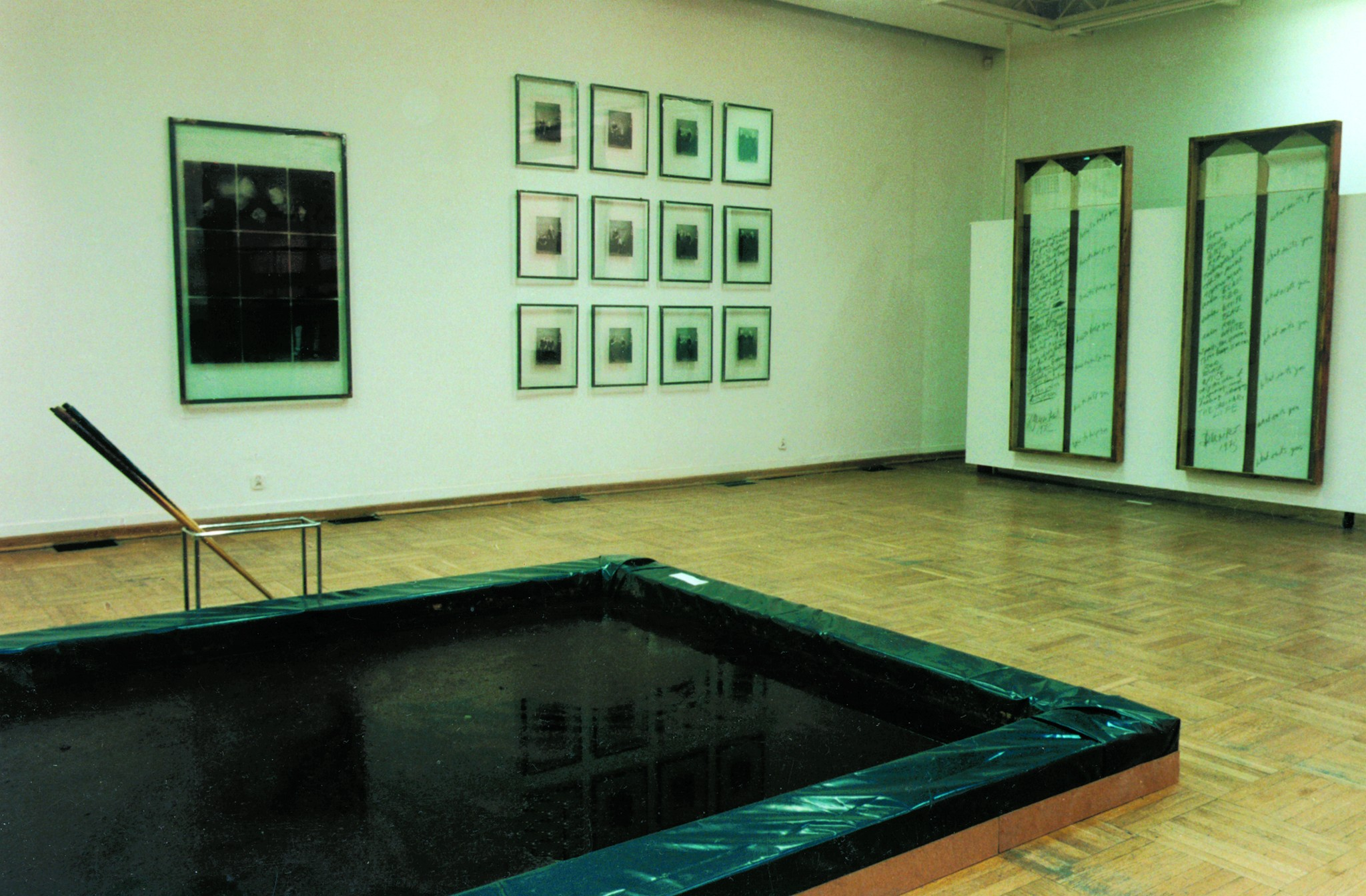
Wincenty Dunikowski-Duniko, 1995

- 2016: Von meinem Fenster kann man alle Hügel sehen. Ausstellung zum fünfzigjährigen Bestehen zur Geschichte und Intention des Gebäudes sowie der Bedeutung der Galerie für die Kunst

- 2013: Sławomir Elsner
- 2013: Łukasz Surowiec
- 2013: Olaf Brzeski
- 2007: Maria Pinińska-Bereś
- 2006: Otto Zitko
- 2006: Beat Streuli
- 2006: Transculture Adrian Paci
- 2005: Josef Dabernig
- 2005: Jean Otth
- 2005: Oskar Dawicki
- 2005: Hans Aichinger
- 2004: Zofia Kulik[7]
- 2003: Roland Schefferski
- 2002: Waltraud Munz
- 2001: Julita Wójcik
- 2000: Zbigniew Warpechowski
- 1996: Grzegorz Sztwiertnia
- 1995: Wincenty Dunikowski-Duniko
- 1995: Tomasz Vetulani
- 1995: Tassilo Blittersdorff
- 1988: Zbigniew Rabsztyn